# إمبراطورة في القصر
إمبراطورة في القصر هو مسلسل صيني من بطولة بيتي سن، عرض المسلسل في الصين في 17 نوفمبر 2011 وعرض على القناة 7 في تايلاند في 2016.

## روابط خارجية
إمبراطورة في القصر على موقع IMDb (الإنجليزية)
- إمبراطورة في القصر على موقع نتفليكس (الإنجليزية)
- إمبراطورة في القصر على موقع كينوبويسك (الروسية)
- إمبراطورة في القصر على موقع قاعدة بيانات الفيلم (الإنجليزية)